# Jean-Louis Petit (compositeur)
Pour les articles homonymes, voir Jean-Louis Petit et Petit.
Jean-Louis Petit est un compositeur et chef d'orchestre français né en 1937. Il a été notamment l'élève d'Olivier Messiaen à Paris pour la composition et l'écriture musicale et de Pierre Boulez et Igor Markevitch pour la direction d'orchestre. Il a dirigé et enregistré L'Oratorio de Noël de Saint-Saëns en 1993 pour le label REM.
Parmi les 423 œuvres inscrites à son catalogue, on compte des symphonies, de la musique de chambre des oratorios et sept opéras.
En 1986 il a dirigé la création de Talea par Gérard Grisey.